# De hut van Oom Tom

Simon Legree bedreigt Oom Tom

De hut van Oom Tom (ook De negerhut of De negerhut van Oom Tom) van Harriet Beecher Stowe is een van de bekendste boeken uit de canon van de Amerikaanse literatuur. De Hut van Oom Tom is een tendensroman en een aanklacht tegen de slavernij De roman werd in 1852 gepubliceerd, nadat hij eerst tussen 1851 en 1852 in afleveringen was verschenen. De  roman beschrijft de lotgevallen van een aantal slaven en hoe ze lijden onder de slavernij. Het boek erkent dat veel meesters hun slaven goed behandelen, maar deze slaven lopen het risico dat ze (wegens geldgebrek of overlijden van de eigenaar) verkocht worden aan slechte meesters, waarbij ouders en kinderen vaak van elkaar gescheiden worden. Beecher Stowe schreef de roman uit onvrede over de Fugitive Slave Act van 1850, die het uitleveren van ontsnapte slaven aan hun eigenaren dwingender maakte. Ze gebruikte royalty's ervan om een petitie tegen de Kansas-Nebraska Act te helpen organiseren. Het werk beïnvloedde de heersende opvattingen over slavernij. 

## Titel
De oorspronkelijke titel is Uncle Tom's Cabin or Life among the Lowly, letterlijk Oom Toms hut of leven onder de nederigen. In het Nederlands werd het boek aanvankelijk uitgegeven als De Negerhut en later als De negerhut van Oom Tom. Waarom de titel niet, net als in andere talen, letterlijk vertaald is, is onbekend. De titel De hut van oom Tom komt ten minste sinds 1853 voor en wordt sinds begin jaren 1980 algemeen gebruikt. De versie met het woord negerhut in de titel werd in 1982 voor het laatst gedrukt, tegenwoordig is De hut van Oom Tom gebruikelijk.

## Personages

### Slaven
TomEerlijke, hardwerkende en christelijke slaaf, die nimmer een bevel van zijn meester weigert, zolang het niet in strijd is met zijn geweten. Zijn goede meester Shelby is wegens geldgebrek gedwongen hem te verkopen. Hij komt daarna in het huis van St. Clare in New Orleans, waar hij het goed heeft, misschien nog wel beter dan bij Shelby. Hij blijft echter naar zijn oude huis verlangen, waar hij zijn vrouw en kinderen achterliet. Na de dood van St. Clare wordt hij gekocht door Simon Legree, die hem doodranselt. Maar Tom weet dat Gods koninkrijk voor hem openstaat.
ChloeZijn vrouw. Ze kan uitstekend koken. Ze spaart geld om Tom terug te kunnen kopen.
ElizaDe kamenier van Mevrouw Shelby. Ze heeft van haar meesteres een goede opleiding gekregen. Ze slaat met haar zoontje Harry op de vlucht om te verhinderen dat de slavenhandelaar Haley hem meeneemt. Haley achtervolgt haar. De rivier Ohio kan niet overgestoken worden - wegens ijsgang is de veerboot uit de vaart genomen. Eliza kiest voor het laatste redmiddel, ze springt over de ijsschotsen naar de overkant. Ze is nu voorlopig veilig, want Haley doet dat kunststukje niet na. Eliza komt bij Quakers, die haar met liefde verder helpen.
George HarrisDe zeer intelligente man van Eliza en vader van Harry. Hij is slaaf van een andere meester die hem mishandelt en vernedert. George besluit ongeveer op hetzelfde moment als Eliza te vluchten. Onderweg ontmoet hij Eliza weer en samen reizen ze door naar het vrije Canada. Later bouwt hij, met zijn gezin, zijn zus en zijn schoonmoeder, een nieuw bestaan op in Liberia.
TopsyMeisje van acht of negen jaar. Ze wordt door haar meester in New Orleans mishandeld en verwaarloosd. St. Clare kan dat niet langer aanzien. Hij koopt haar en geeft haar aan Ophelia. Ze zit vol kattenkwaad en het valt niet mee haar op te voeden. Pas na een toespraak van Eva, die kort daarna overlijdt, betert ze haar leven. Later wordt ze zendelinge.
CassyDochter van een rijke blanke en een slavin. Ze groeit als vrije burger op en het ontbreekt haar aan niets, maar officieel staat ze als slavin geregistreerd. Als haar vader overlijdt, wordt ze verkocht aan de bullebak Simon Legree. Ze verzorgt Tom op zijn sterfbed. Met haar intelligentie en goede opleiding heeft ze een zeker overwicht over Legree en ze slaagt er zelfs in te ontsnappen. Uiteindelijk blijkt dat ze de moeder is van Eliza.
Quimbo en SamboTwee slaven die als opzichters werken op de plantage van Simon Legree. Zij vertellen Legree dat Tom de andere slaven heeft geholpen en ze grijpen Tom beet als deze wordt afgeranseld door Legree. Tegen het einde krijgen ze spijt van de afranseling als blijkt dat Tom zal bezwijken aan zijn verwondingen. Tom vergeeft het ze. Door de getuigenis van Tom komen ze tot geloof.

### Vrijen
Arthur en Emily ShelbySlavenhouders in Kentucky. Ze behandelen hun slaven goed. Door geldgebrek zijn ze gedwongen Tom en de kleine Harry te verkopen.
George ShelbyHun zoon. Hij kan uitstekend opschieten met "Oom" Tom en "Tante" Chloe en is dan ook zeer verontwaardigd als Tom verkocht wordt. Later reist hij met het door Chloe gespaarde geld naar de plantage van Legree om Tom terug te kopen, maar Tom sterft. George beslist na thuiskomst dat al zijn slaven vrijgemaakt moeten worden, waarna ze als werknemers in dienst blijven.
HaleySlavenhandelaar die Tom en Harry koopt. Hij wordt als een ongemanierde kerel voorgesteld. Hij brengt Tom naar New Orleans.
Tom LokerSlavenjager. Hij wordt door Haley ingehuurd om Harry te vangen. Als Tom met een aantal makkers Eliza en George achtervolgt, worden ze in een hinderlaag gelokt. Tom Loker valt in een ravijn. Zijn makkers nemen de vlucht. Eliza en George brengen de gewonde Tom naar een huis van Quakers waar hij verzorgd wordt. Tom is boos op zijn vrienden, die hem in de steek hebben gelaten, en wil niet dat zij erin slagen om Eliza en George te vangen. In plaats daarvan geeft hij aanwijzingen hoe Eliza en George Canada kunnen bereiken.
Eva St. ClareMeisje van zes jaar dat op de boot naar New Orleans vriendschap sluit met Tom. Als Eva overboord valt, wordt ze door Tom gered. Haar vader besluit Tom te kopen. Eva heeft, evenals Tom, een rotsvast geloof in Jezus. Ze overlijdt enkele jaren later.
Augustine St. ClareRijke slavenhouder in New Orleans. Hij behandelt zijn slaven goed. Hij is in tegenstelling tot de rest van de familie St. Clare niet christelijk, maar komt via Tom gaandeweg steeds meer over de Bijbel en het christendom te weten en ondergaat uiteindelijk toch een soort bekering. Hij neemt zich voor zijn slaven vrij te maken, maar overlijdt voordat de daarvoor benodigde documenten getekend kunnen worden.
Marie St. ClareZijn vrouw. Het is geen goed huwelijk. Ze verbeeldt zich dat ze altijd moe of ziek is en ze beklaagt zich als de slaven niet elk moment van de dag of nacht voor haar klaar staan. Na de dood van haar man besluit ze de wens van de overledene te negeren. De slaven worden verkocht.
Ophelia St. ClareNicht van Augustine. Ze wordt naar New Orleans gehaald om orde te brengen in het rommelige huishouden. Ze is zelf geen slavenhoudster maar heeft vooral een sterke afkeer van donkere mensen en kan slecht verdragen dat Eva door de slaven geknuffeld wordt. Augustine geeft haar, ogenschijnlijk om te plagen, het zwarte meisje Topsy cadeau. Tussen Ophelia en Topsy ontstaat geleidelijk aan een sterke vriendschapsband en Ophelia overwint haar raciale angst.
Simon LegreeDe slechterik in het verhaal. Hij heeft een katoenplantage in Louisiana. Hij beult zijn slaven af en als ze daardoor eerder doodgaan, koopt hij wel weer nieuwe. Hij heeft goede verwachtingen van zijn nieuwe slaaf Tom, die sterk is en bijzonder hard werkt, en hij hoopt dat Tom opzichter zal worden. Zijn verwachtingen veranderen als blijkt dat Tom niet mee wil werken aan de geseling van andere slaven en aan het opsporen van slaven die ontsnapt zijn.

## Verhaal
Het boek vertelt over de lotgevallen van een aantal slaven in en om een plantage in de Amerikaanse staat Kentucky.
Er zijn twee verhaallijnen: het verhaal van Oom Tom, die uiteindelijk belandt op de katoenplantage van Legree en het verhaal van George en Eliza, die met hun zoontje ontsnappen naar Canada.
Het verhaal begint op het moment dat hun leven ruw verstoord wordt door de financiële situatie van de Shelby's, die zich gedwongen zien Oom Tom en Eliza's zoontje Harry te verkopen aan de slavenhandelaar Haley. Eliza slaagt erin om met haar zoontje te vluchten, waarna ze bij de senator Bird belandt, die haar verder helpt. Intussen vlucht ook Eliza's man George Harris: hij is slaaf van een andere eigenaar en wordt door zijn meester mishandeld. Eliza en George besluiten samen naar Canada te gaan. Ze worden achtervolgd door Tom Loker, een slavenjager die door Haley is ingehuurd. Bij een achtervolging raakt Loker gewond door een val in een ravijn, waarna Eliza en George hem voor verzorging bij de Quakers brengen.
Oom Tom wordt bij zijn vrouw Chloe en zijn kinderen weggehaald. Hij verzet zich niet tegen de verkoop. Hij wordt meegenomen in een boot over de Mississippi, in de richting van de gevreesde katoenplantages. Op de boot sluit hij vriendschap met de kleine Eva, die haar vader Augustine St. Clare overhaalt om Tom te kopen. Bij de St. Clares wordt Tom goed behandeld: hij krijgt een eigen kamer, mag zijn bijbel, die hij uit Kentucky heeft meegenomen, houden en mag een brief naar zijn familie schrijven. Tom ontwikkelt een zeer hechte band met Eva, een erg vrolijk en teerhartig meisje dat net als Tom erg gelovig is en medelijden heeft met alle slaven. Eva heeft een zwak gestel en sterft op een gegeven moment door uitputting, waarna Tom zich meer dan voorheen gaat bekommeren om zijn nu zwaar depressieve meester, met wie hij eveneens een goede band heeft opgebouwd. Augustine is door de dood van zijn dochter tot nieuwe inzichten gekomen en belooft Tom snel vrij te zullen laten, maar sterft korte tijd later nadat hij bij een vechtpartij in een café een dolksteek heeft gekregen. Tom en de andere slaven van de St. Clares zijn nu overgeleverd aan Augustines weduwe Marie, een harteloze en onverbiddelijke vrouw die besluit hen allemaal te verkopen. Hiermee is voor Tom alle hoop om snel weer bij zijn familie in Kentucky te zijn dus weer vervlogen. Voordat Tom wordt verkocht, wil Ophelia toch nog iets voor hem doen en ze schrijft daarom een brief aan de Shelby's.
Na de veiling in het slavenmagazijn belandt Tom samen met het meisje Emmeline bij de zeer wrede plantagehouder Simon Legree, die zijn slaven op de ergst denkbare manieren behandelt. Hoewel Tom een goede en gehoorzame kracht is, weigert hij om op bevel van Legree een andere slaaf af te ranselen, waarna Tom zelf wordt afgetuigd door Legrees knechten Sambo en Quimbo. Later verzwijgt Tom tegenover Legree hoe Cassy – een vrouw die door Tom werd geholpen bij het katoenplukken en die hem verzorgde toen Tom was afgetuigd – en Emmeline de plantage van Legree zijn ontvlucht. Uitzinnig van woede laat Legree Tom deze keer dusdanig martelen dat Tom – na eerst al zijn vijanden te hebben vergeven - enkele dagen daarna sterft. Sambo en Quimbo krijgen berouw van hun daden. Inmiddels is George Shelby, de zoon van de inmiddels overleden plantagehouder, naar aanleiding van de brief van Ophelia afgereisd naar New Orleans om Tom te zoeken. Hij is nog net op tijd op de plantage van Legree om zijn oude vriend levend aan te treffen. Tom sterft, George begraaft hem in een zandheuvel en keert terug naar Kentucky om het slechte nieuws te vertellen. George' vader is inmiddels overleden, de plantage is van George, en George besluit al zijn slaven vrij te laten; hij is zo verontwaardigd door wat hij heeft gezien, dat hij zich nu volledig van de slavernij wil afkeren.
Na hun geslaagde vlucht ontmoeten Cassy en Emmeline op de boot de zus van George Harris, Emily. Met z'n drieën reizen ze naar Canada, waar Cassy ontdekt dat Eliza haar dochter is die vroeger is verkocht. Nu de familie is verenigd reizen ze door naar Frankrijk en vervolgens naar Liberia, waar ook de verkochte zoon van Cassy wordt teruggevonden.
De titel van het boek wordt aan het einde verklaard: George Shelby wijst naar de hut waar Oom Tom woonde voordat hij verkocht werd. Hij beschouwt het huisje als een monument voor de trouwe slaaf.

## Receptie en invloed
Geïnspireerd op de lotgevallen van de prediker Reverend Josiah Henson en zijn werk voor de Underground Railroad, was Uncle Tom's Cabin de eerste grote poging om het brede publiek in de Verenigde Staten en elders te wijzen op de immorele en mensonterende praktijken van de slavernij en slavenhandel in de Verenigde Staten. Het boek werd een internationale bestseller, een standaardwerk van de abolitionistische beweging. In de slavenhoudende staten in het Zuiden van de Verenigde Staten werd het daarentegen geboycot en gecensureerd. Ook in het Rusland van tsaar Nicolaas I, waar de lijfeigenschap ter discussie stond, lag het boek gevoelig en duurde het tot 1857 vooraleer een vertaling kon verschijnen. Het boek heeft een belangrijke rol gespeeld bij de afschaffing van de slavernij in de VS. Tijdens de Amerikaanse burgeroorlog ontving president Lincoln de auteur in het Witte Huis met de woorden: Dit is dus de kleine dame die met haar boek deze grote oorlog heeft veroorzaakt. Het is een van de eerste voorbeelden van een campagne op grote schaal door middel van een massacommunicatiemedium (de drukpers) door een belangengroepering in de moderne geschiedenis.
In de jaren '60 en '70 kwam het boek opnieuw onder vuur te liggen, deze keer omdat het een stereotiep en racistisch beeld zou ophangen door de zwarte personages voor te stellen als passieve wezen die moeten worden opgevoed. Uncle Tom werd een scheldwoord voor Afro-Amerikanen die zich braaf en gedienstig lieten vernederen in de hoop op lotsverbetering. Dit scheldwoord lag speciaal in de mond bestorven van de Black Muslims om burgerrechtenactivisten te hekelen die in hun ogen te gematigd waren, zoals Martin Luther King. Tegen dit beeld werd ingebracht dat Oom Tom stoïcijns is maar niet onderdanig. Ook werd erop gewezen dat Stowe met George Harris een opstandig en provocerend personage had geschapen, dat zijn vrijheid veroverde en niet langer voor een Amerikaan wenste door te gaan. In het algemeen komen de zwarte personages minder aan bod en zijn ze psychologisch vlakker dan de witte personages. De subversieve kracht van het boek zat vooral in de revolutionaire onderwerpkeuze en in het vermogen om verontwaardiging op te wekken.

## Historische hut
In North Bethesda, een buitenwijk van Washington, staat het Riley-Bolten House. Een van de vroegere eigenaars was Isaac Riley die de slaaf Josiah Henson bezat toen die daar woonde. Henson werkte op de plantage aan zijn autobiografie, The Life of Josiah Henson, Formerly a Slave, en die stond model voor Uncle Tom's Cabin. Om deze reden wordt het huis plaatselijk Uncle Tom's Cabin genoemd. In 2006 kocht het bestuur van Montgomery County het huis voor 1 miljoen dollar om het te behouden voor de toekomst. Er is echter twijfel of het bestaande huis hetzelfde is als waar Henson leefde.

## Nederlandse vertalingen en bewerkingen
Het boek werd in 1852, het jaar van verschijning, in het Nederlands vertaald door C.M. Mensing (1812-1883), onder de titel De negerhut (Uncle Tom's cabin). Een verhaal uit het slavenleven in Noord-Amerika. Vanaf november 1852 werd het boek eerst, zoals in die tijd vaker gebeurde, in afleveringen gepubliceerd. In 1853 kwamen er in Nederland verschillende drukken en uitgaven van de pers, waaronder een editie voor kinderen: Een kijkje in de hut van oom Tom door Tante Marie, voor hare neefjes en nichtjes; met eene toespraak van de schrijfster, H. Beecher-Stowe, aan de jeugd; uit het Engelsch door A.G. Bruinses. Ook werd het van het begin af aan in het theater als toneelstuk opgevoerd.
In totaal zijn er meer dan veertig vertalingen en bewerkingen van het boek verschenen in het Nederlands, waaronder:
- De hut van oom Tom, vert. Trisnati Noto Soeroto, 2005. ISBN 9789025303204
- De hut van oom Tom, vert. Ed Franck, 2003. ISBN 9789080805217
- De hut van oom Tom. Een verhaal uit het slavenleven in Noord‐Amerika, vert. Jos. Wayboer, 1952 (herdrukt tot 1995)
- Een kijkje in de hut van oom Tom, vert. A.G. Bruinses, 1853 (bewerking voor kinderen, herdrukt tot 1932)
- De negerhut. Een verhaal uit het slavenleven in Noord‐Amerika, vert. C.M. Mensing, 1853 (herdrukt tot 1919)